# 舞麒麟
舞麒麟或麒麟舞，是一種來自中國傳統文化的民間藝術。麒麟舞最早源自中原，取形於代表祥瑞、國泰民安的麒麟，相似於舞獅，多在節日、喜慶中出現，有舞，必以樂對，或納入戲中。現流傳於雲南省、河南省、河北省、廣東省、山西省，各地區及族群的麒麟有不同造型，中國最常見的麒麟舞來自客家傳統的客家舞麒麟。現被列入中國國家級非物質文化遺產及香港非物質文化遺產清單 。

## 華人的舞麒麟
根據各方資源來源，一般廣東省的麒麟舞自稱可追溯至明、清時期，這可能與客家人歷史上第四、五次大遷徙有關。歷史時間上亦吻合。而華北地區，有河南、河北省地方指舞蹈起源於春秋、唐。而麒麟舞多在鄉鎮間舉行，亦不排除在民間從圖騰舞起源，在唐以前沒有專司戲樂等的朝代，流入宮庭，命運相似史上眾多技藝，後以種種因素後復回流鄉市之間。然而，麒麟概念雖自上古時代2500年之久，但其形象至六朝時代方見定形，並成今天所見形象的基調。因此，麒麟舞的舞種和造形，可以肯定與麒麟形象的生、成，及民間舞蹈的發展有密切關係。
麒麟舞取形於代表祥瑞、國泰民安的麒麟，最早可能來自中原黃河流域，現被列入中國国家级非物质文化遗产的麒麟舞，來自河北省黄骅市，河南省兰考县、睢县，广东省海丰县、深圳市、东莞市，山西省侯马市；舞種有麒麟采八宝、睢县麒麟舞、坂田永胜堂舞麒麟、大船坑舞麒麟及樟木头舞麒麟。另有資料指中國少數民族如雲南省麗江納西族亦有麒麟舞。
習麒麟舞者，在廣東省一帶多見於武館、堂口，取獨立、或融入龍獅隊形式，又或是相對現代化的體育館、武術隊等。

### 香港西貢坑口客家麒麟舞
香港西貢坑口的客家麒麟舞是香港西貢坑口的客家村落流傳的傳統麒麟舞。這裡的「坑口」，並非單指今日坑口村；相反，它是指由馬游塘村、下洋村、上洋村、孟公屋村、坑口村等十八條鄉村組成的地區。
西貢坑口區傳統客家麒麟協會主席劉錦棠師傅指出，坑口客家麒麟源自唐代中原地區的「麒麟狂舞」，是慶賀節日、豐年的活動，寄寓了老百姓對盛世祥和的嚮往，故民間有歌謠說道：「百姓愁，麒麟走，天下和，麒麟舞」。

## 日本的舞麒麟
日本的舞麒麟稱為麒麟獅子（きりんじし），是鳥取縣和兵庫縣的傳統民俗。

## 麒麟紮作
頭部多以竹紮作框，附以彩紙；身以彩布為主，配以尾巴，二人舞蹈。根據香港學者葉德平先生所說：「紮作麒麟的材料不多，最重要的當然是支撐整頭麒麟的竹。最上佳的是楠篾。它堅硬且韌性強，舞動時回彈力特佳，除了手感好外，更能讓麒麟帶有一種動感。買得上佳的楠篾後，就要把大竹篾開成一條條小竹篾。」葉德平：〈天賜玉麟─來自古洞的麒麟紮作技藝〉

### 客家麒麟
從外觀上看，客家麒麟的額頭會微微向上凸出，中間長有獨角與三粒玉角，眼眉上更配有「鰭鼓」等裝飾物。客家麒麟注重麒麟套的演繹。葉德平：〈物阜民豐瑞獸來 ─  漫談客家麒麟舞〉 （页面存档备份，存于）

## 外部連結
- Qilin Dance Style Yau-Man | 游民麒麟 （页面存档备份，存于）